# Ticengo
Ticengo est une commune italienne de la province de Crémone, dans la région Lombardie. Elle est située à environ 50 km à l'est de Milan et à environ 30 km au nord-ouest de Crémone.

## Communication
L'ancienne Strada Statale 235 di Orzinuovi qui maintenant a le statut de route privinciale, traverse la commune. Elle va de  Pavie à Roncadelle.

## Administration
| Période                                  | Période | Identité | Étiquette | Qualité |
| ---------------------------------------- | ------- | -------- | --------- | ------- |
|                                          |         |          |           |         |
| Les données manquantes sont à compléter. |         |          |           |         |

### Communes limitrophes
Les communes voisines sont Casaletto di Sopra, Cumignano sul Naviglio, Romanengo, Salvirola et Soncino.